# La Salle (Vosges)
La Salle település Franciaországban, Vosges megyében. Lakosainak száma 398 fő (2022. január 1.). La Salle La Bourgonce, Jeanménil, Nompatelize és Saint-Remy községekkel határos.

## Népesség
A település népességének változása:
| Lakosok száma | 431  | 403  | 401  | 394  | 393  | 392  | 392  | 394  | 398  |
|               | 2013 | 2015 | 2016 | 2017 | 2018 | 2019 | 2020 | 2021 | 2022 |